# ペロポネソス
ペロポネソス（ギリシア語: Πελοπόννησος / Pelopónnisos）は、ギリシャ共和国の広域自治体であるペリフェリア（地方）のひとつ。「ペロポネソス」は古典ギリシャ語音（Pelopónnēsos）に由来する日本語表記で、現代ギリシャ語音は「ペロポニソス」に近い。ギリシャ本土最南端に位置し、ペロポネソス半島（ペロポニソス半島）の大部分を占める。首府は中部のトリポリ。面積15,490km2、人口は539,535人（2021年国勢調査）。

## 地理

### 位置
バルカン半島最南端に位置し、ペロポネソス半島の大部分を占める。半島西北部のアハイア県とイリア県は西ギリシャ地方に属し、半島東端のトロイジナ周辺はアッティキ地方（ピレウス県）の飛び地となっている。

### 主要な都市
ペロポネソス地方最大の都市は、南西部のカラマタ（人口約5万4000人）である。メッシニアコス湾に面した港湾都市であるカラマタは、西ギリシャ地方に属するパトラ（人口約17万人）に次ぎ、ペロポネソス半島第二の都市である。東北部のコリントス（約3万人）、中部にあるペリフェリア首府トリポリ（約2万9000人）がこれに続く。
1万人以上の都市には、東北部のアルゴスおよびナフプリオ、南東部のスパルティ（スパルタ）がある。
2001年国勢調査による都市人口は以下の通り。
- カラマタ （メッシニア県カラマタ市） - 54,065人
- コリントス （コリンティア県コリントス市） - 30,434人
- トリポリ （アルカディア県トリポリ市） - 28,976人
- アルゴス　（アルゴリダ県アルゴス＝ミキネス市） - 25,068人
- ナフプリオ （アルゴリダ県ナフプリオ市） - 13,124人
- スパルティ（ラコニア県スパルティ市） - 16,473人

- カラマタ
- 古代スパルタの遺跡とスパルティ市街
- ナフプリオ市街

## 歴史
ペロポネソス地方は、近代ギリシャの独立以来の領土である。
1987年の地方行政改革により、従来の「地理的な地方」に代わる行政区画として13の「ペリフェリア」（地方）が設置され、ペロポネソス地方が設立された。2010年の地方行政改革（カリクラティス改革）によってペリフェリアの権限が拡充され、従来内務省による任命制であった知事が公選制となり、広域自治体となった。

## 行政区画
ペロポネソス地方は、西ギリシャ地方、イオニア諸島地方とともに、ペロポネソス・西ギリシャ・イオニア諸島管区（首府・パトラ）に属する。

### 県

ペロポネソス地方（2011年）

ペロポネソス地方は、以下の5つの行政区（περιφερειακές ενότητες）から構成されている。これらの地区は、2010年の地方制度改革（カリクラティス改革）以前は自治体としての県（ノモス、νομός）であった。
|   | 行政区名     | 綴り               | 政庁所在地 | 面積 （Km²） | 人口 （2021年） |
| - | ------------ | ------------------ | ---------- | ------------ | --------------- |
| 1 | アルカディア | Αρκαδία Arkadía    | トリポリ   | 4,419        | 77,592          |
| 2 | ラコニア     | Λακωνία Lakonía    | スパルティ | 3,636        | 84,337          |
| 3 | メッシニア   | Μεσσηνία Messinia  | カラマタ   | 2,991        | 146,080         |
| 4 | アルゴリダ   | Αργολίδα Argolída  | ナフプリオ | 2,154        | 93,216          |
| 5 | コリンティア | Κορινθία Korinthía | コリントス | 2,290        | 138,310         |

### 市

エラフォニソス

ペロポネソス地方には、基礎自治体である市（デモス）が26ある。下表の番号は右上地図の番号に一致する。なお、地図に番号が振られていないエラフォニソスは、モネンヴァシア(7)の南にある。
| - アルカディア県 - 1. トリポリ - 2. メガロポリ - 3. ゴルティナ - 4. 北キヌリア - 5. 南キヌリア - ラコニア県 - 6. エヴロタス - 7. モネンヴァシア - -. エラフォニソス - 8. 東マニ - 9. スパルティ（スパルタ） - メッシニア県 - 10. カラマタ - 11. 西マニ - 12. メシニ - 13. ピロス＝ネストラス - 14. トリピラ - 15. イハリア | - アルゴリダ県 - 16. ナフプリオ - 17. エピダウロス - 18. エルミオニダ - 19. アルゴス＝ミキネス（中心地はアルゴス） - コリンティア県 - 20. コリントス - 21. ヴェロ＝ヴォハ - 22. ネメア - 23. シキオナ - 24. クシロカストロ＝エヴロスティナ - 25. ルトラキ＝アイイ・テオドリ |

## 交通

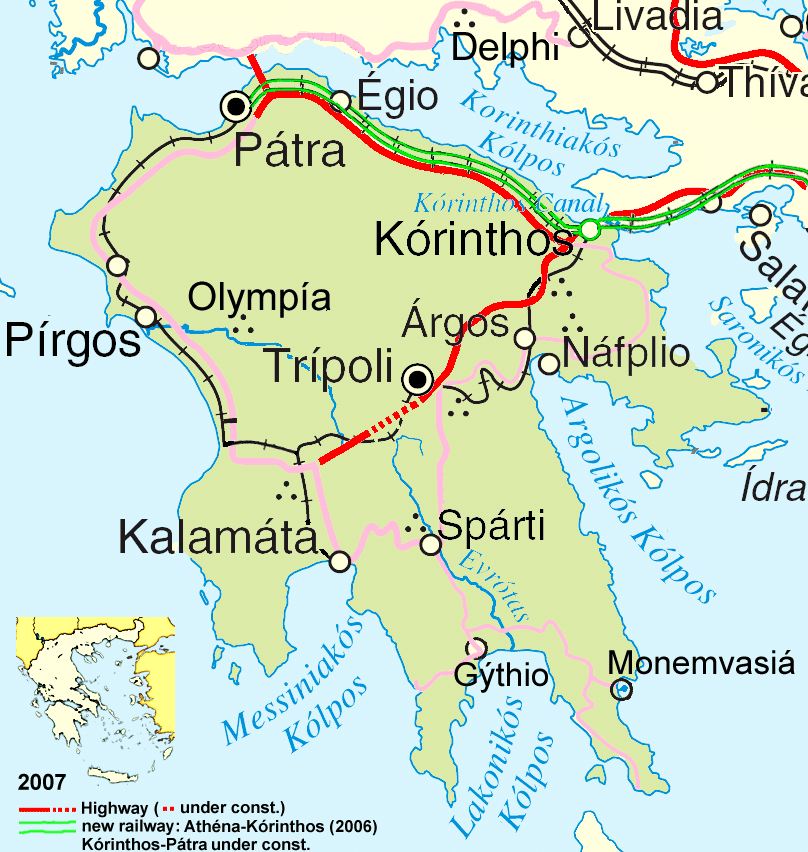
ペロポネソスの幹線道路・鉄道網（2007年）

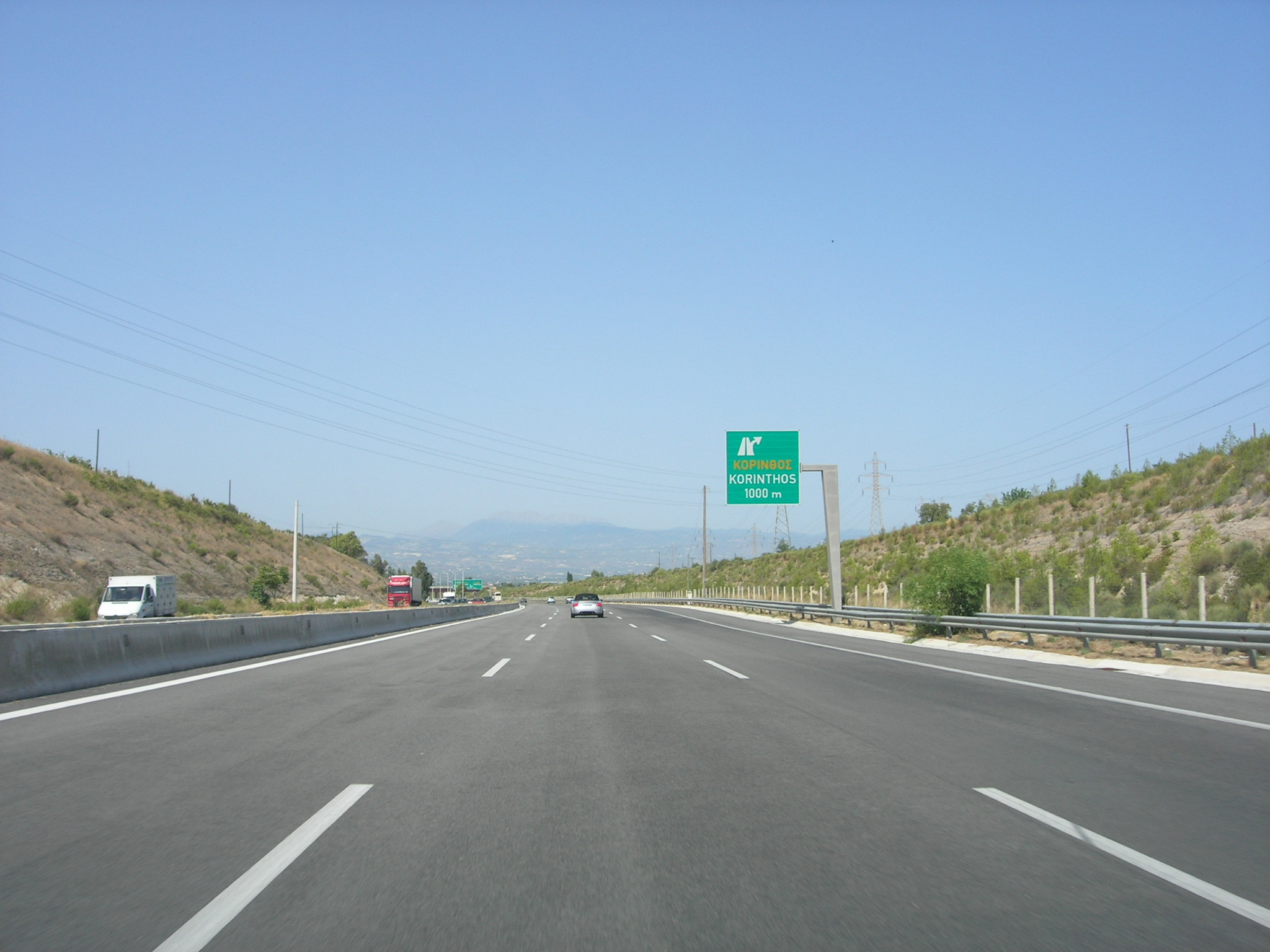
国道8A号線のコリントス出口付近

ギリシャ本土とペロポネソス半島の間のコリントス地峡に交通路が集中する。ペロポネソス半島の幹線は、コリントスから半島中部のトリポリを経由して南西部のカラマタ方面に至る路線と、コリントスから北西部のパトラ・西海岸のピルゴスをまわりカラマタ方面に出る路線とで構成されている。

### 道路
アテネからコリントスを経由してパトラに至る路線（GR-8およびその新線にあたるGR-8A、高速道路A8号線）、コリントスからペロポネソス半島を縦断してカラマタに至る路線（GR-7および高速道路A7号線）が幹線に当たり、欧州自動車道にも指定されている。なお、パトラ郊外のリオにはコリンティアコス湾対岸との間にリオ・アンディリオ橋が架けられており、ギリシャ西部の南北交通路となっている。
欧州自動車道路
- E55号線 (European route E55)  : 〔 … - パトラ - ピルゴス〕 - カラマタ
- E65号線 (European route E65)  : 〔 … - リオ〕 - コリントス - トリポリ - カラマタ - 〔キサモス - …〕
- E94号線 (European route E94)  : 〔アテネ〕 - コリントス
- E961号線 (European route E961)  : トリポリ - スパルティ - ギティオ

主要な自動車道路
- A7号線  (Moreas Motorway)  : 〔アテネ〕 - コリントス - トリポリ - カラマタ
- A8号線  (Olympia Odos)  : 〔アテネ〕 - コリントス - 〔リオ - パトラ〕
- GR-7号線  (National Road 7 (Greece))  : コリントス - アルゴス - トリポリ - カラマタ
- GR-8号線  (Greek National Road 8)  : 〔アテネ〕 - コリントス - 〔リオ - パトラ〕
- GR-8A号線  (Greek National Road 8A)  : 〔アテネ〕 - コリントス - 〔リオ - パトラ〕
- GR-39号線  (Greek National Road 39)  : トリポリ - スパルティ - ギティオ
- GR-70号線  (Greek National Road 70)  : コリントス - ナフプリオ - アルゴス
- GR-74号線  (Greek National Road 74)  : 〔ピルゴス〕 - トリポリ

### 鉄道

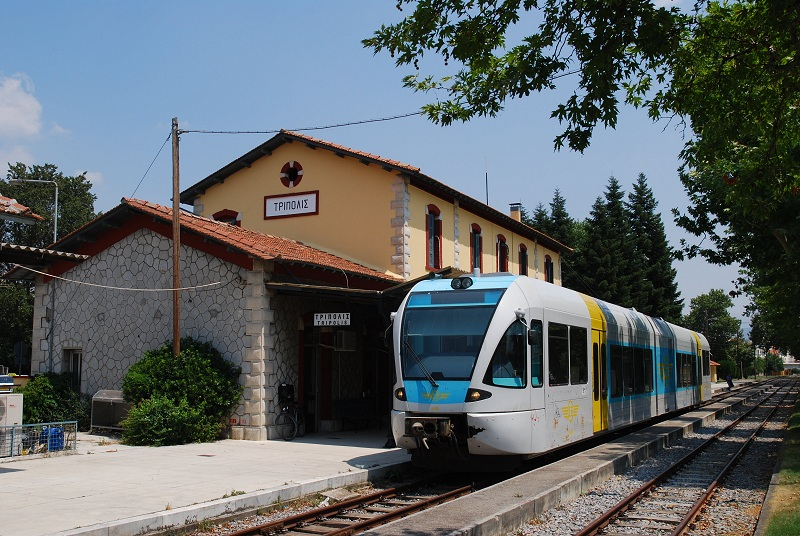
トリポリ駅

19世紀から20世紀にかけて、ピレウス・パトラ・ペロポネソス鉄道会社 (Piraeus, Athens and Peloponnese Railways) （のちに国有化されギリシャ国鉄がペロポネソス半島に狭軌（軌間1,000mmの「メーターゲージ」）の路線を敷設した。アテネとパトラを結ぶ路線については、アテネ - キャト間で電化・標準軌の新線が開通し、プロアスティアコス（近郊電車）が走っている。
主要な路線
- ギリシャ国鉄（OSE）
  - 幹線網（Major Rail network） : 標準軌
    - 〔アテネ〕 - コリントス - キャト

  - ペロポネソス狭軌網（Peloponnese metre gauge network） : 狭軌（軌間1,000mm）
    - 〔アテネ〕 - コリントス - キャト - 〔パトラ〕
    - コリントス - アルゴス - トリポリ - カラマタ
    - 〔ピルゴス〕 - カロ・ネロ - カラマタ
- トレンOSE（英語版）（TrainOSE）
  - プロアスティアコス
    - 〔アテネ〕 - コリントス - キャト

### 空港
- カラマタ国際空港（英語版） : カラマタ市内

### 港湾・水上交通路
主要な港湾

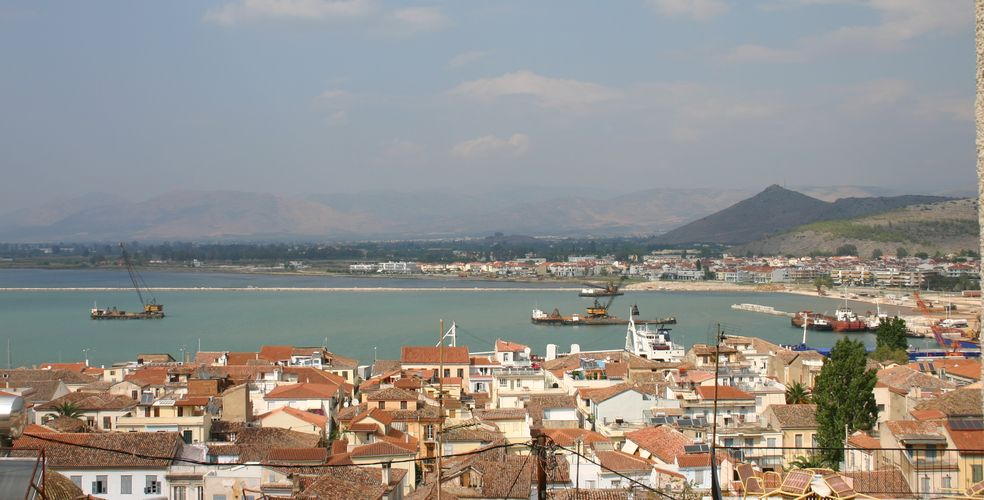
ナフプリオ港

- コリントス港 （コリンティア県コリントス市）
- カラマタ港 （メッシニア県カラマタ市）
- ギティオ港 （ラコニア県東マニ市）  (Gytheio)
- ネアポリ港 （ラコニア県モネンヴァシア市）  (fr:Néapoli (Péloponnèse))
- モネンヴァシア港 （ラコニア県モネンヴァシア市）
- ナフプリオ港 （アルゴリダ県ナフプリオ市）
- ポルトヘリ港 （アルゴリダ県エルミオニダ市）  (Porto Cheli)
- エルミオニ港 （アルゴリダ県エルミオニダ市）  (Ermioni)

運河
- コリントス運河

## 文化・観光
世界遺産
- バッサイのアポロ・エピクリオス神殿 （メッシニア県イハリア市）
- アスクレピオスの聖地エピダウロス （アルゴリダ県エピダウロス市）
- ミストラス （ラコニア県スパルティ市）
- ミケーネとティリンスの古代遺跡群
  - ミケーネ （ミキネス、アルゴリダ県アルゴス＝ミキネス市）
  - ティリンス （ティリンタ、アルゴリダ県ナフプリオ市）

- エピダウロスの劇場
- ミストラス

## 註
1. 1 2  “ΑΠΟΤΕΛΕΣΜΑΤΑ* ΑΠΟΓΡΑΦΗΣ ΠΛΗΘΥΣΜΟΥ ΚΑΤΟΙΚΙΩΝ ΕΛΣΤΑΤ 2021”. ギリシャ国家統計局 (2023年3月17日). 2024年6月18日閲覧。
2. ↑  ここでの「都市」は中心市街地区を指し、自治体の郊外部を含まない。